# Aéroport de Mont-Joli
L'aéroport de Mont-Joli est un aéroport régional situé à Mont-Joli, dans la région du Bas-Saint-Laurent au Québec, Canada. Fondé en 1940 pour des raisons stratégiques par le ministère de la Défense nationale, il a initialement servi de base d'entraînement pour les pilotes alliés durant la Seconde Guerre mondiale. Aujourd'hui, il constitue une infrastructure essentielle pour l'Est du Québec, offrant des services aux compagnies aériennes régionales et jouant un rôle clé dans la desserte de la péninsule gaspésienne.

## Histoire

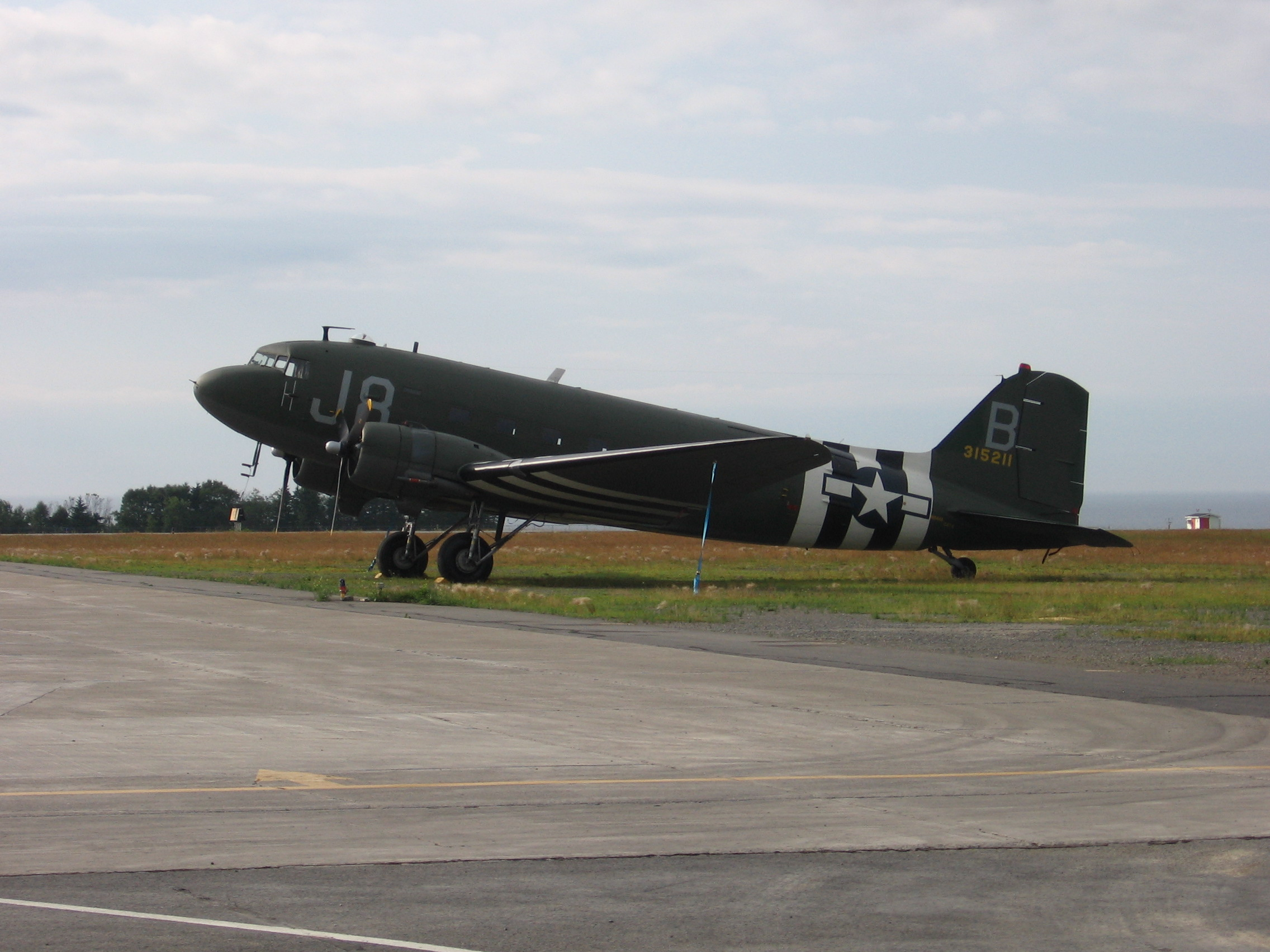
Avion de la deuxième guerre mondiale de retour à l'aéroport de Mont-Joli

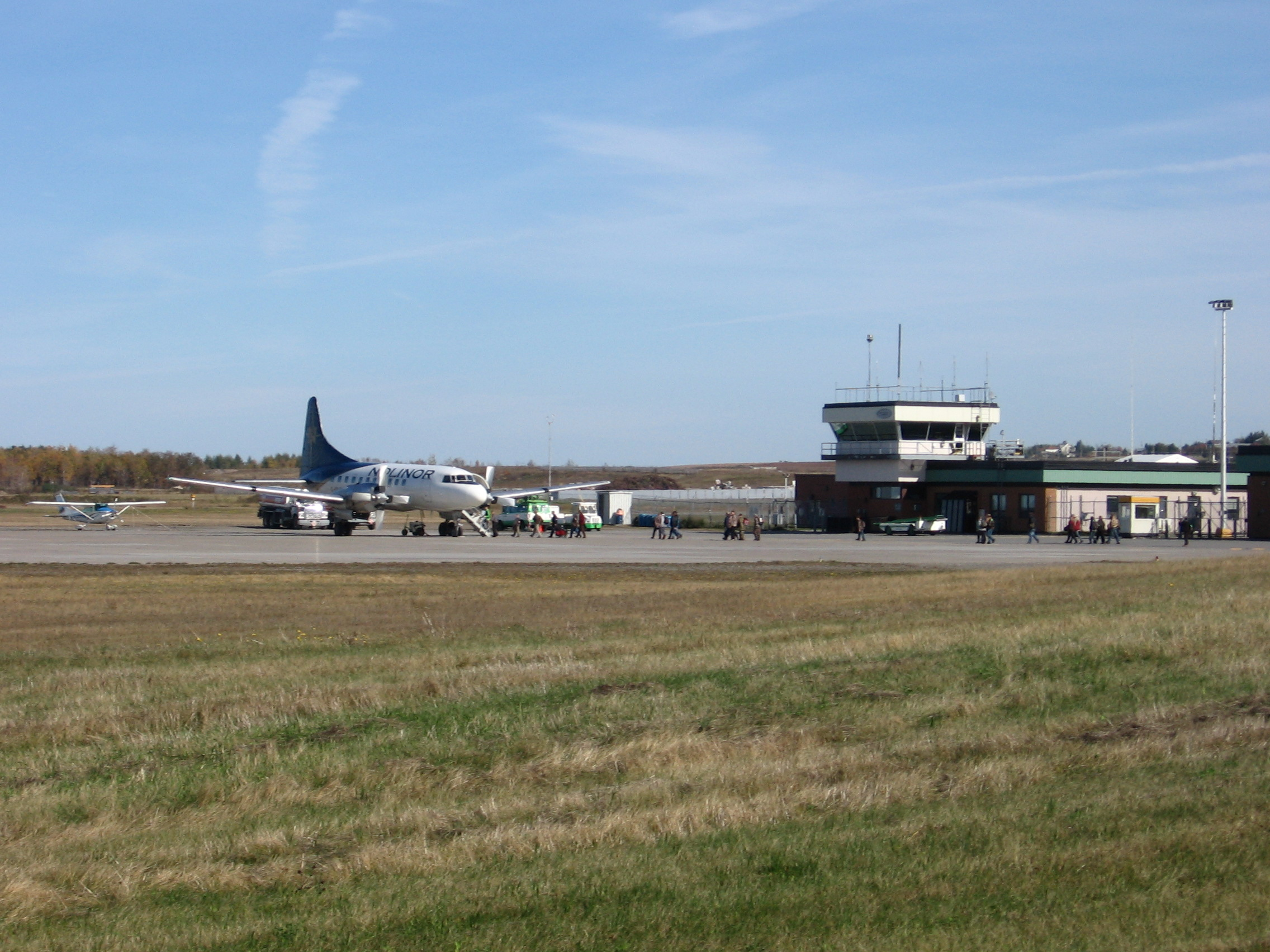
Avion avant son décollage à l'aéroport de Mont-Joli

L’aéroport de Mont-Joli a été fondé en 1940 par le ministère de la Défense nationale. Le site a été choisi par les Forces armées canadiennes puisque c'est une plaine plate et surélevée qui empêche l'accumulation de neige l'hiver[réf. nécessaire]. Mont-Joli, bénéficiant également d'une position stratégique et d'installations ferroviaires, répondait aux besoins de logistique militaire. 
La construction a commencé en octobre 1941 et a été complétée en avril 1942 au coût de 200 000 $. Trois pistes d'atterrissage et 50 édifices ont été construits[réf. nécessaire]. 
Le 15 juillet 1942, l’aéroport fut officiellement inauguré, accueillant dès lors la plus grande école de Bombardement et de Tir du programme d'entraînement aérien du Commonwealth britannique, la 9e École de Bombardement et de Tir (9eEBT). Cette école accueillit ses premiers aviateurs à l'hiver 1941 et joua un rôle clé dans la protection des convois maritimes alliés et la lutte contre les sous-marins allemands dans le fleuve Saint-Laurent et le détroit. 
Les Britanniques se servirent de cet aéroport pour l'entraînement de leurs pilotes, à partir de 1942 jusqu'à la fin de la Seconde Guerre mondiale ainsi que pour faciliter les opérations de livraison du Service transocéanique de la Royal Air Force[réf. nécessaire].
En 1946, la gestion de l’aéroport fut transférée au ministère des Transports, marquant la fin de l’usage militaire de la base. Cette période d’activité militaire avait cependant contribué de manière significative au développement économique de la région de Mont-Joli grâce à l’afflux d’aviateurs et aux infrastructures mises en place.
Après la guerre, l’aéroport maintint une activité importante en soutenant le transport aérien entre le Grand Nord en développement et Mont-Joli. Entre 1954 et 1958, la région connut un regain d'activité lors de la construction de la ligne de défense Distant Early Warning (DEW), qui stimulait temporairement l’économie locale grâce aux opérations de cette ligne de défense aérienne nord-américaine.
En 1971, l'aéroport de Mont-Joli acquit officiellement le statut d'aéroport régional. La même année, une nouvelle aérogare fut inaugurée le 23 août, dotée d'infrastructures modernes, notamment le balisage lumineux des pistes, un système d'approche, une station météorologique, ainsi que des bureaux administratifs du ministère fédéral des Transports et de diverses compagnies comme Québecair et Avis, permettant de mieux desservir l'Est du Québec et la Côte-Nord.
En 2007, une deuxième piste d'atterrissage (15/33) fut ouverte, et la piste 06/24 fut réduite de 6 000 pieds (1 829 m) à 5 000 pieds (1 524 m)[réf. nécessaire].
En 2017, la piste 06/24 fut allongée à 6 000 pieds (1 829 m). Plus de 3 millions de dollars ont été investis dans la rénovation de cette piste.
Avec 7000 mouvements d'aéronefs annuellement, c'est l'aéroport le plus important de la péninsule gaspésienne.

## Situation financière, partenariats régionaux et projets de développement

### Appui fédéral, modernisation et Initiative de transport aérien régional
En mars 2021, le gouvernement fédéral a lancé l'Initiative de transport aérien régional (ITAR) pour soutenir les écosystèmes de transport aérien affectés par la pandémie. En juillet 2021, Développement économique Canada a accordé 7,1 millions de dollars à la Régie intermunicipale de l’aéroport de Mont-Joli pour moderniser ses installations, renforcer la sécurité sanitaire, et créer des emplois afin de maintenir la connectivité régionale au Bas-Saint-Laurent.
En plus de l’ITAR, Transports Canada a confirmé, toujours en 2021, un financement de plus de 11 millions de dollars pour moderniser ses infrastructures, incluant la réfection de la piste principale, l’agrandissement du tarmac et une nouvelle voie de circulation parallèle. Ces travaux, débutant en 2022, visent à renforcer la capacité d’accueil de l’aéroport, qui espère devenir un hub régional. 

### Santé financière et partenariats régionaux
Malgré la réduction des vols commerciaux réguliers, avec seulement PAL Airlines desservant les Maritimes, la Régie intermunicipale de l’aéroport de Mont-Joli maintient sa stabilité financière grâce aux vols nolisés vers le Nord et aux services d’avion-ambulance, qui génèrent des revenus stables. En 2021, un surplus budgétaire de 400 000 $ a permis des réinvestissements dans les infrastructures. Cependant, le 4 décembre 2023, les vols commerciaux vers les grands centres ont été suspendus à la suite de la fin du Programme d’aide pour le maintien des services aériens régionaux essentiels, ce qui a privé l’aéroport de subventions nécessaires pour maintenir ces liaisons. Depuis, les seuls vols offerts incluent plusieurs escales, rendant les trajets longs et coûteux (jusqu’à 20 heures pour Montréal, à un tarif de 2 000 $). 
Pour répondre aux besoins régionaux, la Régie et le comité de transport explorent des solutions durables comme le modèle Région’Air 2.0, qui est en consultation auprès des communautés de l’Est du Québec. Ce modèle vise à coordonner et structurer les services de transport aérien dans la région en offrant des liaisons directes et abordables vers Montréal et d’autres centres importants, tout en soutenant l’accessibilité interrégionale. La Régie espère ainsi rétablir la confiance des voyageurs et encourager une demande stable dans les deux prochaines années, considérant ces liaisons comme essentielles pour la santé économique locale et pour répondre aux besoins en main-d’œuvre des entreprises locales.

## Accès
L'aéroport bénéficie d'un accès direct à l'autoroute 20 et aux branches nord et sud de la route 132.

## Compagnies et destinations
| Compagnies   | Destinations                    |
| ------------ | ------------------------------- |
| PAL Airlines | Moncton (Roméo-LeBlanc), Wabush |

Édité le 18/10/2024